# Fernand Langle de Cary

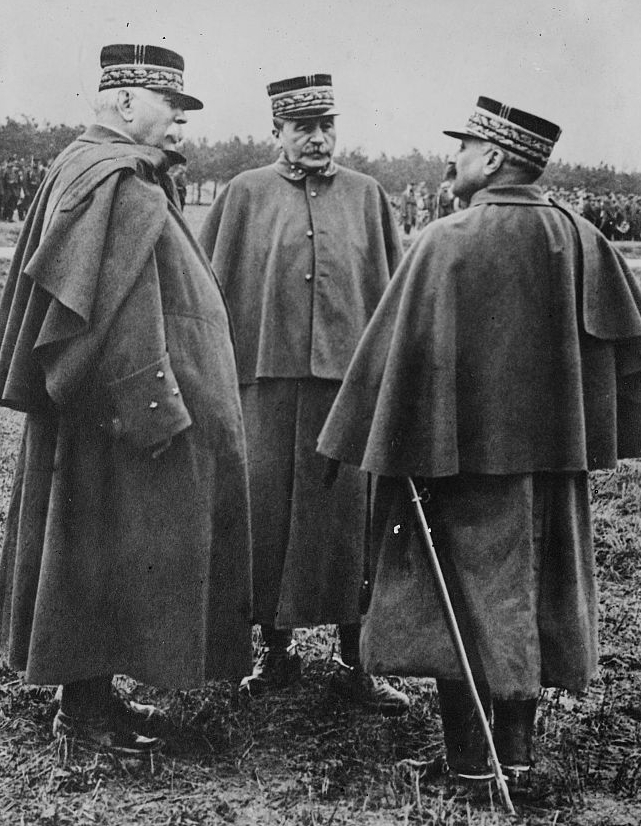
Fernand Langle de Cary i mitten mellan Joseph Joffre till vänster och Adolphe Guillaumat till höger.

Fernand Louis Armand Marie de Langle de Cary, född 4 juli 1849, död 19 februari 1927, var en fransk militär.
Langle de Cary blev officer vid kavalleriet 1869, överste och infanteriregementschef 1895, brigadgeneral 1900, divisionsgeneral 1906, samt överfördes till reserven 1914. Han deltog med utmärkelse i tysk-franska kriget, var därefter generalstabsofficer, blev 1908 armékårschef och 1912 ledamot av högsta krigsrådet. Vid första världskrigets utbrott inkallades Langle de Cary och fick befälet över 4:e armén, som han förde befälet över i slaget vid Neufchâteau och i slaget vid Marne samt i Champagneoffensiven 1915. I december samma år blev Langle de Cary chef för mellersta armégruppen men avgick på grund av sjuklighet i mars 1916.